# 库卢瓦西
库卢瓦西（法語：Couloisy，法語發音：[kulwazi]）是法国瓦兹省的一个市镇，位于该省东部，属于贡比涅区。

## 地理
库卢瓦西（49°23'57"N, 3°1'38"E）面积3.74 平方千米，位于法国上法蘭西大區瓦兹省，该省份为法国北部内陆省份，北起索姆省，西接厄尔省和滨海塞纳省，南至塞纳-马恩省和瓦兹河谷省，东临埃纳省。
与库卢瓦西接壤的市镇（或旧市镇、城区）包括：阿蒂希、埃纳河畔贝尔讷伊、克鲁图瓦、屈斯拉莫特、若尔济。

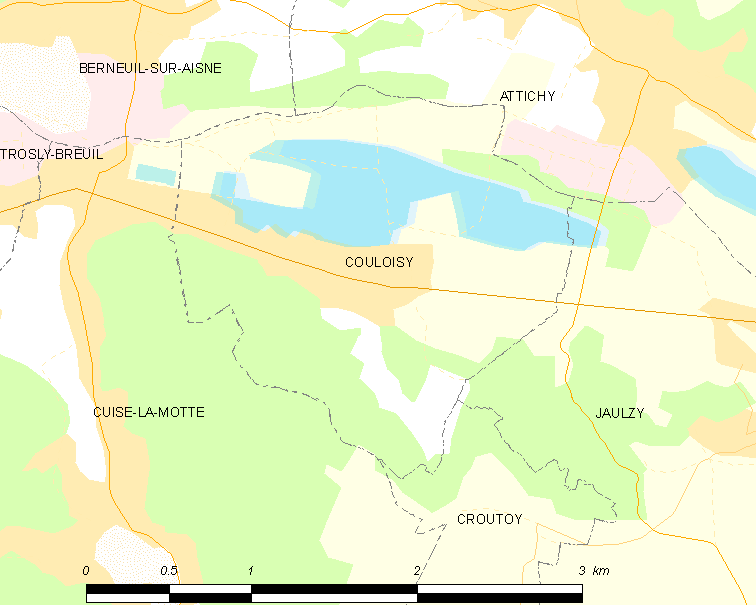
库卢瓦西的OSM定位图

库卢瓦西的时区为UTC+01:00、UTC+02:00（夏令时）。

## 行政
库卢瓦西的邮政编码为60350，INSEE市镇编码为60167。

## 政治
库卢瓦西所属的省级选区为贡比涅第一县。

## 人口

1962-2008年间库卢瓦西人口变化图示

库卢瓦西于2022年1月1日时的人口数量为592人。